# Riantec
Riantec település Franciaországban, Morbihan megyében. Lakosainak száma 5742 fő (2022. január 1.). Riantec Merlevenez, Plouhinec, Port-Louis és Locmiquélic községekkel határos.

## Népesség
A település népessége az elmúlt években az alábbi módon változott:
| Lakosok száma | 4126 | 4616 | 4846 | 4898 | 5232 | 5333 | 5622 | 5821 | 5806 | 5742 |
|               | 1968 | 1982 | 1990 | 2006 | 2013 | 2015 | 2017 | 2019 | 2020 | 2022 |